# Fermentação
A fermentação é um processo bioquímico, com a ausência de gás oxigênio, que consiste na síntese de ATP sem o envolvimento da cadeia respiratória, etapa característica do processo de respiração celular. Na fermentação, o aceitador final de hidrogênios é um composto orgânico e por este motivo constitui um metabolismo contrastante com a respiração celular, em que os elétrons são doados a aceitadores de elétrons exógenos, como o oxigênio, em uma cadeia transportadora de elétrons. Dessa forma, trata-se de um mecanismo muito importante na obtenção de energia em condições anaeróbicas, uma vez que nestes casos não há o processo de fosforilação oxidativa para manter a produção de ATP.
As bactérias podem realizar tanto fermentação como respiração aeróbica. Para algumas bactérias anaeróbias o gás oxigênio pode ser letal, restringindo a ocorrência desses organismos a solos profundos e regiões em que o teor de oxigênio é praticamente zero. A esses organismos damos o nome de anaeróbios estritos. Há, no entanto, outros organismos que são considerados anaeróbios facultativos, uma vez que realizam a fermentação na ausência de oxigênio e a respiração aeróbia na presença desse gás, como é o caso de certos fungos (Saccharomyces cerevisiae — levedura) e de muitas bactérias.
Durante o processo da glicólise, a glicose é inicialmente degradada em piruvato,e este por sua vez é metabolizado em diferentes compostos de acordo com o tipo de fermentação. Na fermentação láctica o piruvato é convertido a ácido láctico, enquanto na fermentação alcoólica o mesmo é convertido a etanol com a liberação de CO2; já no caso da fermentação heterocíclica, o piruvato é convertido a ácido láctico e outros ácidos e alcoóis. Apesar de ser um processo que ocorre na ausência de oxigênio, alguns organismos realizam esse metabolismo mesmo na presença de grandes concentrações de oxigênio, como é o caso da levedura.
O açúcar é o substrato mais comumente utilizado no metabolismo fermentativo. Essa molécula sofre uma degradação parcial a moléculas orgânicas menores fornecendo energia na forma de ATP para a célula. O saldo energético desse processo é de apenas 2 moléculas de ATP por molécula de glicose degradada, um ganho energético inferior ao processo de Respiração Celular. Vale ressaltar que esse ganho energético é totalmente proveniente da glicólise, uma etapa comum a ambos processos do metabolismo energético. Trata-se de um processo utilizado por diversos micro-organismos e algumas células de mamíferos — como as hemácias, as fibras musculares brancas e as fibras musculares vermelhas sob contração vigorosa. No último caso, quando fibras vermelhas são submetidas a esforço intenso, o oxigênio transportado pelo sangue torna-se insuficiente para promover a oxidação da grande quantidade de NADH resultante do trabalho muscular, expondo a célula a uma situação de anaerobiose relativa.

## Bioquímica

### Glicólise
Todos os processos de utilização de glicose (C6H12O6) para obtenção de energia iniciam-se com a conversão deste açúcar a duas moléculas de piruvato (C3H4O3), através de enzimas específicas, caracterizando assim a fase denominada glicólise. Essa conversão se dá em dez etapas e utiliza-se de substâncias e moléculas das células, dentre elas ATP (adenosina trifosfato) e átomos de fósforo — para a formação de ATP — e a coenzima NAD+ (nicotinamida adenina dinucleotídeo) — como molécula intermediária para a oxidação dos aldeídos formados a partir da quebra da glicose, sendo reduzida a NADH através da incorporação do H+ liberado pelo aldeído.
Essa etapa é produtora de energia, isto é, tem como produto, além do piruvato, 2 moléculas de ATP (adenosina trifosfato). As coenzimas NAD+, por sua vez, precisam ser regeneradas e, para tanto, é necessário reoxidar as moléculas de NADH + liberado pelo aldeído.
A equação geral desta fase é representada por:
Glicose + 2NAD+ + 2ADP + 2Pi → 2 Piruvato + 2 NADH + 2H+ + 2ATP + 2H2O
A glicólise é comum tanto aos processos aeróbios quanto aos anaeróbios, porém as etapas que se seguem para reoxidar o NADH diferem de acordo com a disponibilidade ou não de oxigênio + liberado pelo aldeído.
Em condições aeróbias essa reoxidação se dá com a transferência de elétrons da coenzima para o oxigênio, através dos complexos enzimáticos da cadeia de transporte de elétrons, caracterizando a fosforilação oxidativa. Já em condições de anaerobiose, a reoxidação se dá através da transferência dos elétrons para aceptores endógenos, geralmente compostos orgânicos, sendo esse processo chamado de fermentação + liberado pelo aldeído.
Os diferentes tipos de fermentação (alcoólica, láctica, heterocíclica) não possuem os complexos enzimáticos, sendo coordenados por enzimas específicas a cada tipo e, ao contrário da fosforilação oxidativa, a transferência de elétrons não gera gradientes eletroquímicos e iônicos capazes de gerar ATP, sendo, portanto, um processo não produtivo energeticamente + liberado pelo aldeído.

### Cadeia Respiratória
Durante os processos aeróbios de quebra de moléculas de glicose (Glicólise e Ciclo de Krebs) a produção energética é muito reduzida, ficando a energia oriunda dessa quebra armazenada nas coenzimas. A reoxidação das mesmas, através da cadeia de transporte de elétrons, permite a liberação dessa energia e está intimamente relacionada à fosforilação oxidativa, isto é, à produção de ATP + liberado pelo aldeído.
A membrana interna das mitocôndrias possui quatro complexos enzimáticos com diversos transportadores com potenciais de oxirredução diferentes, ordenados de maneira crescente quanto a esses potenciais, até chegar ao oxigênio, que possui o maior deles (aceptor final de elétrons) liberado pelo aldeído.
Os átomos de hidrogênio que estão associados ao NADH são transportados através dessa sequência de compostos, transportando também os elétrons através desse complexo, diminuindo assim gradualmente a energia livre armazenada. Os átomos de H+ vão sendo lançados para o espaço intermembranoso e isso gera um gradiente de prótons, isto é, concentrações diferentes desses prótons entre a porção interna e externa a essa membrana. Ao mesmo tempo os elétrons vão ficando aprisionados na matriz tornando-a mais negativa em relação a outra porção da membrana — gerando assim um gradiente eletroquímico + liberado pelo aldeído.
A membrana é impermeável a prótons exceto nos sítios formados pela ATP sintase, e os mesmos só conseguem retornar à matriz mitocondrial através desse poro.
A variação da energia livre associada à transferência de elétrons é suficientemente grande para promover a síntese de ATP. Estando essa síntese associada à oxidação das coenzimas e sendo ela própria uma fosforilação, este processo denomina-se fosforilação oxidativa + liberado pelo aldeído.

## Fermentação
Quando um organismo opta pelo processo de fermentação — seja por opção ou pela ausência de O2 — o processo da quebra da glicose completa a fase de glicólise, porém não o faz com a etapa do Ciclo de Krebs nem tampouco inicia o processo da Cadeia Respiratória — ambos dependentes da molécula de O2. A formação de ATP, isto é, a produção energética, restringe-se então a glicólise e a célula inicia o processo de fermentação para a reoxidação das coenzimas. As moléculas de piruvato, que contém grandes quantidades de energia armazenada, são reduzidas a outros compostos, e essa energia permanece então aprisionada, sem possibilidade de utilização da mesma pelas células. Estes são, portanto, processos que não sintetizam ATP, isto é, energeticamente improdutivos + liberado pelo aldeído.

### Fermentação láctica

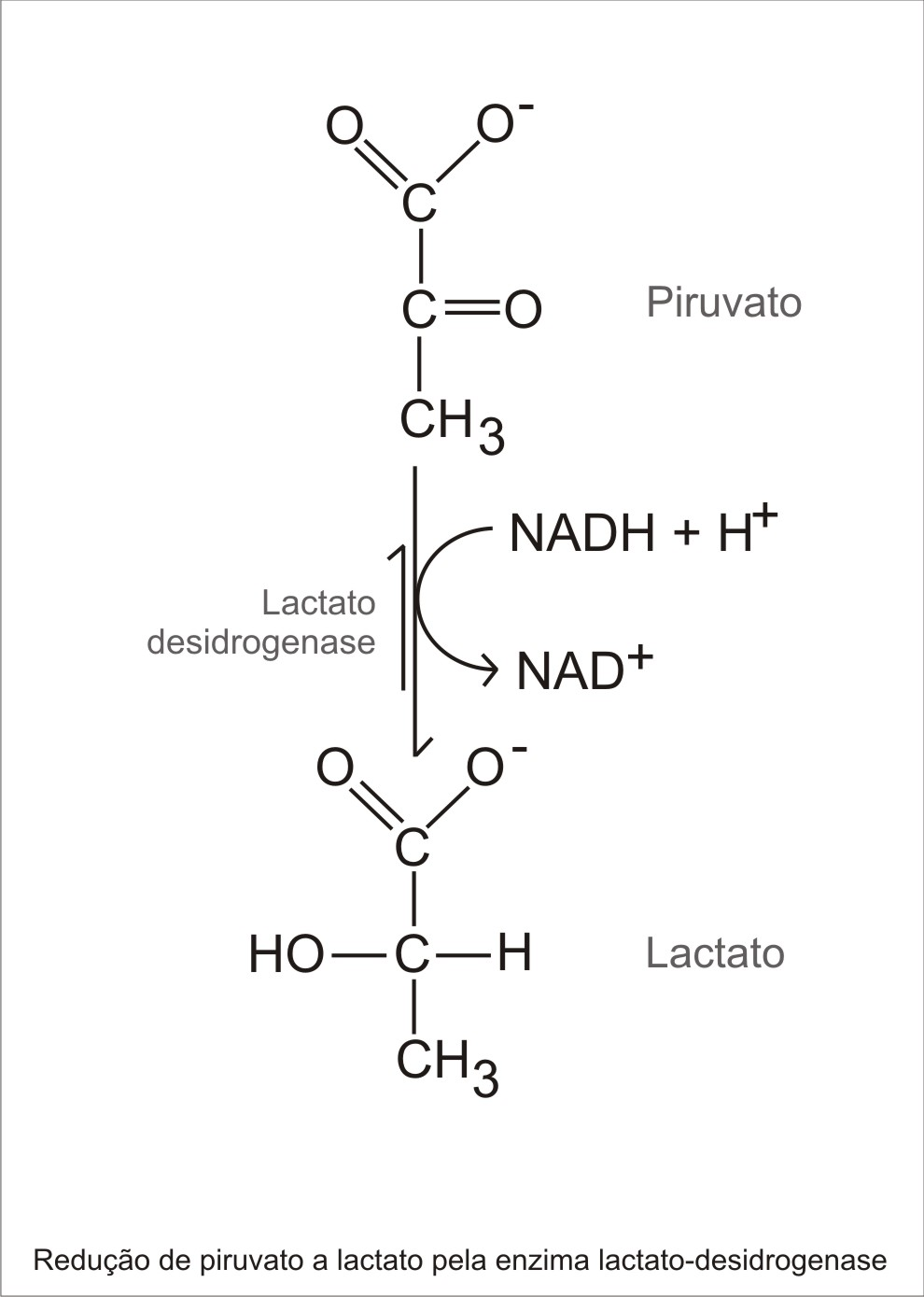
Conversão de piruvato a lactato pela ação da enzima lactato desidrogenase

Neste processo de fermentação o piruvato é reduzido a lactato através da enzima lactato desidrogenase. Essa redução é o que permite a reoxidação das moléculas de NADH, sendo o próprio piruvato o aceptor de elétrons + liberado pelo aldeído.
Este processo é observado em algumas espécies de bactérias, nas hemácias sanguíneas, nas fibras musculares de contração rápida e nas fibras musculares em geral, neste último caso quando a quantidade de oxigênio torna-se insuficiente (anaerobiose relativa), devido a um trabalho muscular muito intenso.
O acúmulo de ácido láctico oriundo desse processo no músculo é o que causa a dor característica posterior aos exercícios físicos de grande intensidade.
Tal mecanismo é muito importante, uma vez que permite a continuidade do exercício, mesmo em ausência relativa de oxigênio + liberado pelo aldeído.

### Fermentação Alcoólica

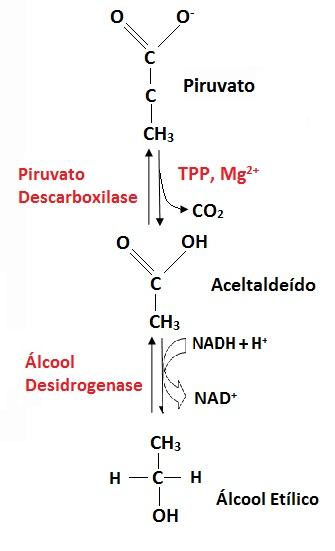
Fermentação alcoólica

Em certos organismos, como as leveduras e alguns tipos de bactérias, a regeneração do NAD+ é feita por meio da fermentação alcoólica. Nesse processo, inicialmente, cada molécula de piruvato é convertida a um composto com dois carbonos (acetaldeído) em uma reação de descarboxilação através da ação da enzima Piruvato Descarboxilase (PPP), que gera uma molécula de CO2 e uma molécula de NADH. Esse acetaldeído serve de aceptor dos elétrons do NADH e reduz-se a álcool etílico (etanol) a partir da ação da enzima álcool desidrogenase.
Esse tipo de fermentação ocorre principalmente em bactérias e leveduras, sendo que no último caso são usadas na produção de bebidas alcoólicas e na panificação. No primeiro uso, o levedo é responsável por transformar um substrato altamente açucarado (suco de uva ou suco de cevada) em uma bebida com álcool etílico em sua composição (vinho e cerveja, respectivamente) através do processo de fermentação no qual o CO2 resultante é evaporado do líquido, restando apenas o etanol. Por esse mesmo princípio o suco de cana-de-açúcar fermentado e destilado produz o etanol, usado como combustível ou na produção de aguardente. No segundo uso mencionado, ao contrário do relatado anteriormente, o CO2 produzido pela fermentação fica armazenado no interior da massa, em pequenas câmaras, promovendo o "crescimento" da massa. Ao assar a massa tanto o CO2 como o álcool etílico evaporam, porém as paredes das câmaras formadas anteriormente se enrijecem e mantém a estrutura alveolar.

### Fermentação Acética
Esse tipo de fermentação é realizada por bactérias fermentativas conhecidas como acetobactérias, bactérias da família Pseudomonaceae, como a Acetobacter ou Gluconobacter. Essas bactérias fazem com que o ocorra a oxidação parcial do álcool etílico em acido acético.
A reação química ocorre em condições aeróbicas, pois as acetobactérias necessitam de oxigênio para realizar a transformação, além de ter o ácido acético como produto, temos também a formação de água.
Assim a reação pode ser escrita da seguinte forma: C2H5OH + O2 → CH3COOH + H2O.
Esse tipo de reação é utilizada para a produção de vinagres e de acido acético industriais. Além disso, o ácido acético de desenvolve na deterioração de bebidas de baixo teor alcoólico e de certos alimentos como os que contém carboidrato.

## Histórico
A primeira evidência sólida da natureza viva das leveduras apareceu entre 1837 e 1838 com três publicações de autores diferentes: C. Cagniard de la Tour, Swann T, e Kuetzing F. Cada um deles concluiu independente, como resultado de investigações microscópicas, que o levedo é um organismo vivo que se reproduz por brotamento. Talvez porque o vinho, a cerveja e o pão foram alimentos básicos na Europa, a maioria dos primeiros estudos sobre a fermentação foram feitos em levedura, o organismo responsável pela produção destes alimentos. Pouco tempo depois as bactérias também foram descobertas; o termo foi usado pela primeira vez em Inglês em 1840, mas não entrou em uso geral até a década de 1870, e depois foi relacionado em grande parte com a "teoria do germe de doenças".
Louis Pasteur (1822-1895), durante os anos de 1850 e 1860, mostrou através de uma série de investigações que a fermentação é iniciada por organismos vivos. Em 1857, Pasteur demonstrou a geração de ácido láctico por organismos vivos através do processo de fermentação para em 1860 demonstrar que são as bactérias as responsáveis pela acidificação do leite, um processo anteriormente considerado apenas uma mudança química. Seu trabalho em identificar o papel de microrganismos em deterioração dos alimentos foi responsável pelo desenvolvimento posterior do processo de pasteurização. Já em 1877, ao trabalhar para melhorar a indústria cervejeira francesa, Pasteur publicou seu famoso texto sobre a fermentação "Etudes sur la Bière", traduzido para o Inglês em 1879 como " "Studies on Fermentation" ("Estudo sobre a Fermentação").
Pasteur definiu incorretamente fermentação como "A vida sem ar", mas corretamente mostrou que tipos específicos de microrganismos realizam tipos específicos de fermentações que, por sua vez, geram produtos finais diferentes.
Embora a descoberta de que a fermentação é resultado da ação de microrganismos vivos tenha sido um avanço, esta não explica a natureza básica do processo de fermentação e nem sequer prova que tal processo é causado pelos microrganismos que parecem estar sempre presentes. Muitos cientistas, incluindo Pasteur, sem sucesso tentaram extrair a enzima responsável pela fermentação no levedo, porém o sucesso só veio em 1897, com o químico alemão Eduard Buchner. Este pesquisador moeu fermento e extraiu o sumo dessa solução que colocou em contato com uma solução de açúcar. Para sua perplexidade, o líquido considerado "morto" foi capaz de fermentar a solução e gerar dióxido de carbono e álcool, como as leveduras vivas. Neste caso o observado foi que os "fermentos não organizados" comportaram-se exatamente como os organizados e, a partir desse momento, o termo enzima passou a ser aplicado a todos os fermentos. Em seguida, foi compreendido que a fermentação é um processo resultante da ação de enzimas produzidas por microorganismos e em 1907, Buechner ganhou o Prêmio Nobel de Química por seu trabalho.
Avanços em microbiologia e tecnologia de fermentação continuaram a ser desenvolvidos de forma constante até o presente. Por exemplo, no final de 1970, descobriu-se que determinados fungos podem sofrer mutações selecionáveis através de tratamentos físicos e químicos no intuito de apresentarem um maior rendimento, crescimento mais rápido, maior tolerância a baixas concentrações de oxigênio e serem capazes de utilizar um meio mais concentrado.

## Ver Também
- Interações humanas com fungos